# Fedaia-tó
A Fedaia-tó (olaszul: Lago di Fedaia, ladinul: Lèch de Fedaa) a Dolomitokban, a Fedaia-hágó tetejétől nyugatra található mesterséges tó. Felszínének legnagyobb része a Fassa-völgyi Canazei városához tartozik (Trentino megyében, Trentino-Dél-Tirol régióban), kisebbik, keleti része az Agordino térségéhez tartozó Rocca Pietore község közigazgatási területén van, Belluno megyében, Veneto régióban.

## Fekvése
Szigorúan véve két egybefüggő tóról van szó. A mai tó keleti részén, a Fedaia-hágó közelében egy kis természetes tó volt, amelynek medrét a kőtörmelék (moréna)) majdnem teljesen feltöltötte. A nagyobbik, nyugati rész úgy keletkezett, hogy a völgy nyugati (Fassa-völgy felé lejtő) végét 1956-ban egy mesterséges völgyzáró gáttal elrekesztették. Mintegy 2 km hosszú összefüggő mesterséges tó keletkezett, a Ciampié-völgytől a hágó tetejéig. A mesterséges tavat a természetes tó maradékától egy másik, kőből rakott gát választja el, a katlan keleti végén, a Fedaia-hágó közelében.
A tó katlanját délen a Marmolada masszívum, északon a Padon-gerinc legmagasabb kiemelkedése, a 2727 m magas Bec de Mezdi (más neveken Bech da Mesdi vagy La Mesola, tömbje határolja. A tavat a Marmolada-gleccser olvadékvize táplálja. A tóból ered az Avisio patak, amely nyugat felé a Fassa-völgyben és a Fiemme-völgyben folytatja útját.
A mesterséges tó nyugati végét elzáró gát legnagyobb magassága 63,9 m. A beépített vízerőmű mintegy 20 MW elektromos energiát termel.

## Fizikai kutatóhely
1950-ben, a padovai Antonio Rostagni javaslatára a Fedaia völgyzáró gát lábánál felépítettek egy fizikai laboratóriumot, a kozmikus sugárzás tanulmányozására. A laboratórium sok elektromos energiát igényelt. Nagy teljesítményű elektromágnest működtettek, amellyel leválaszthatták a kísérlet során keletkező antianyagot. A laboratóriumot az 1950-es évek végéig használták. A kutató fizikusok több egyetemről, több országból érkeztek. Az itt hosszabb-rövidebb dolgozó dolgozó fizikusok között későbbi Nobel-díjasokat is találunk, pl. olasz Enrico Fermit, a brit Patrick Maynard Stuart Blackettet és Cecil Frank Powellt.

## Játékfilmes helyszín
2002-ben a Fedaia-tó nyugati zárógátján forgatták Az olasz meló (The Italian Job) című 2003-ban bemutatott amerikai játékfilm egyik jelenetét (rendező F. Gary Gray, főszereplők Donald Sutherland, Mark Wahlberg, Edward Norton).

## Képgaléria

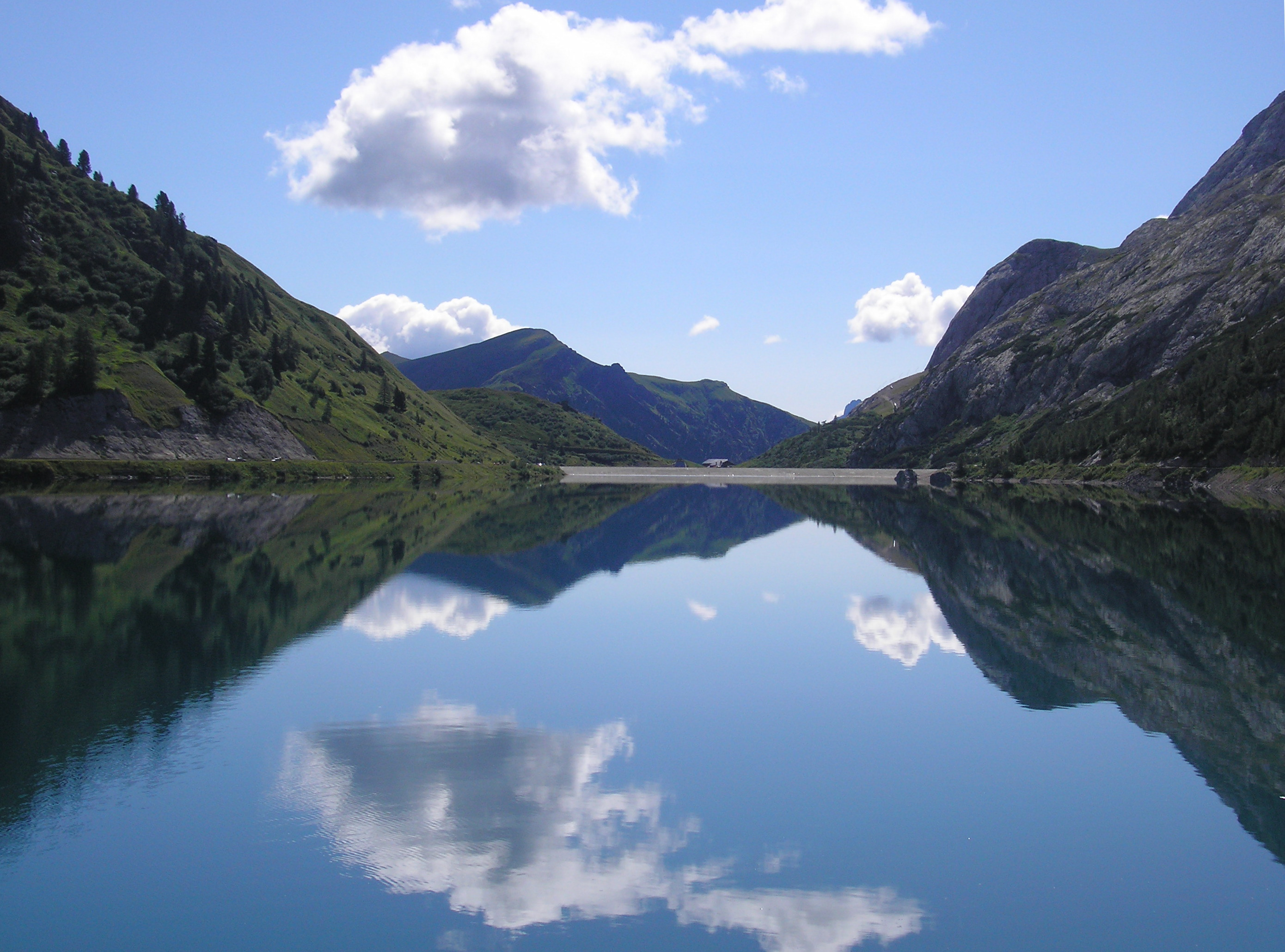
A tó délkelet felől
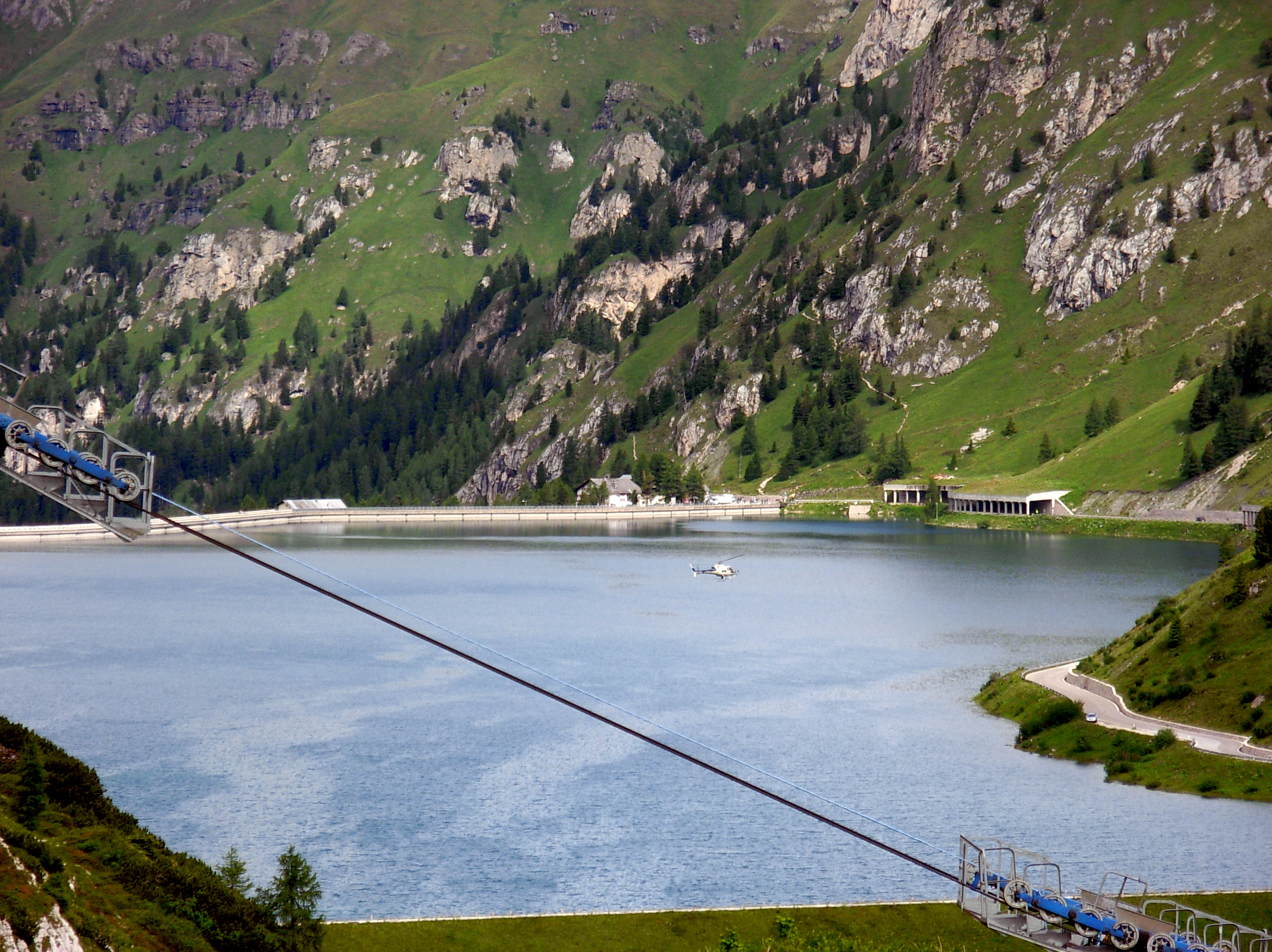
Panorámakép
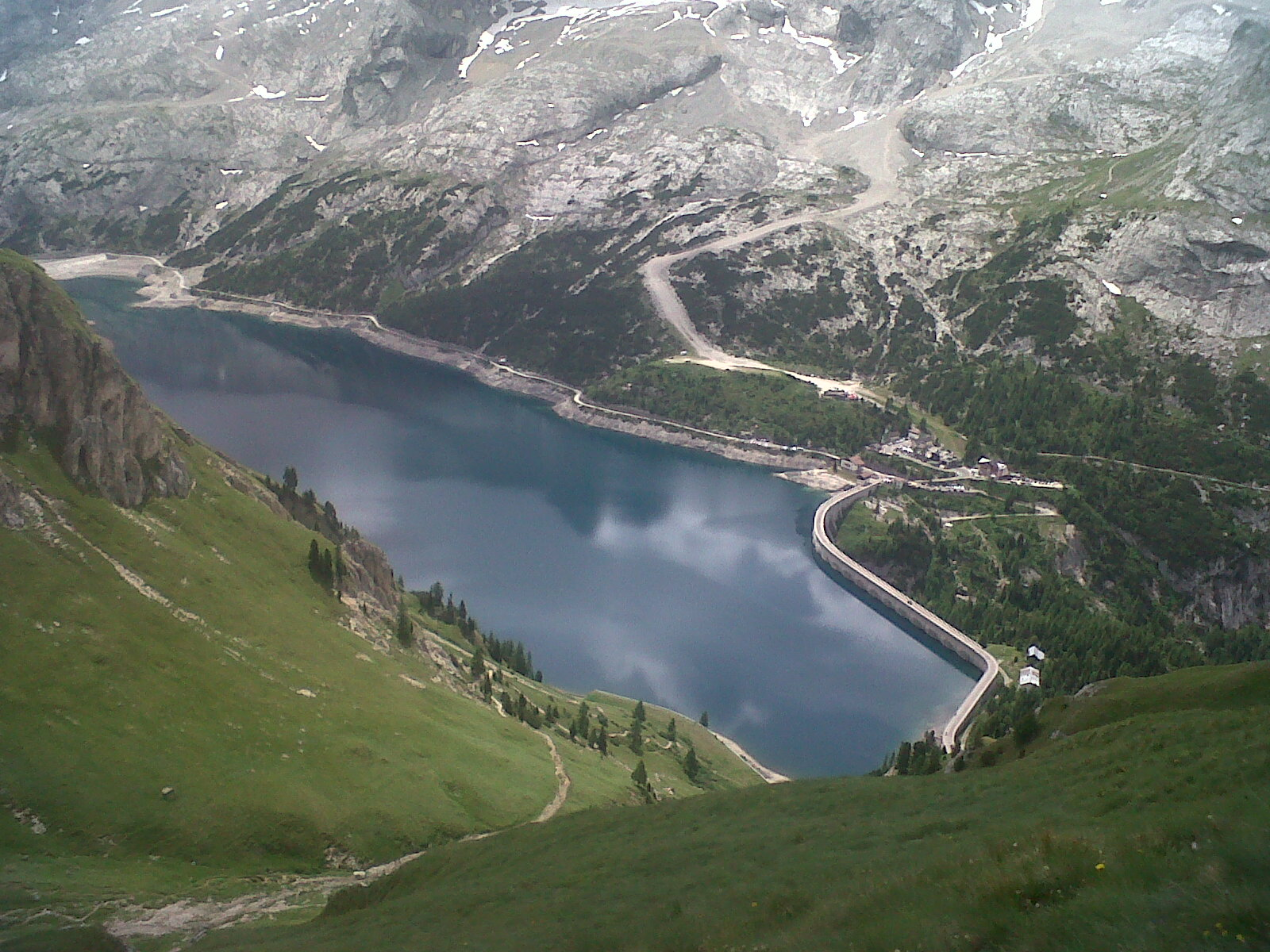
A tó észak felől (Viel dal pan hegyállomásról)
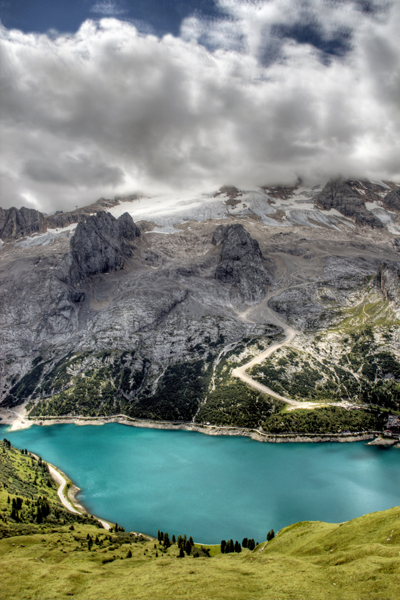
A tó északnyugatról, mögötte a Marmolada-gleccser
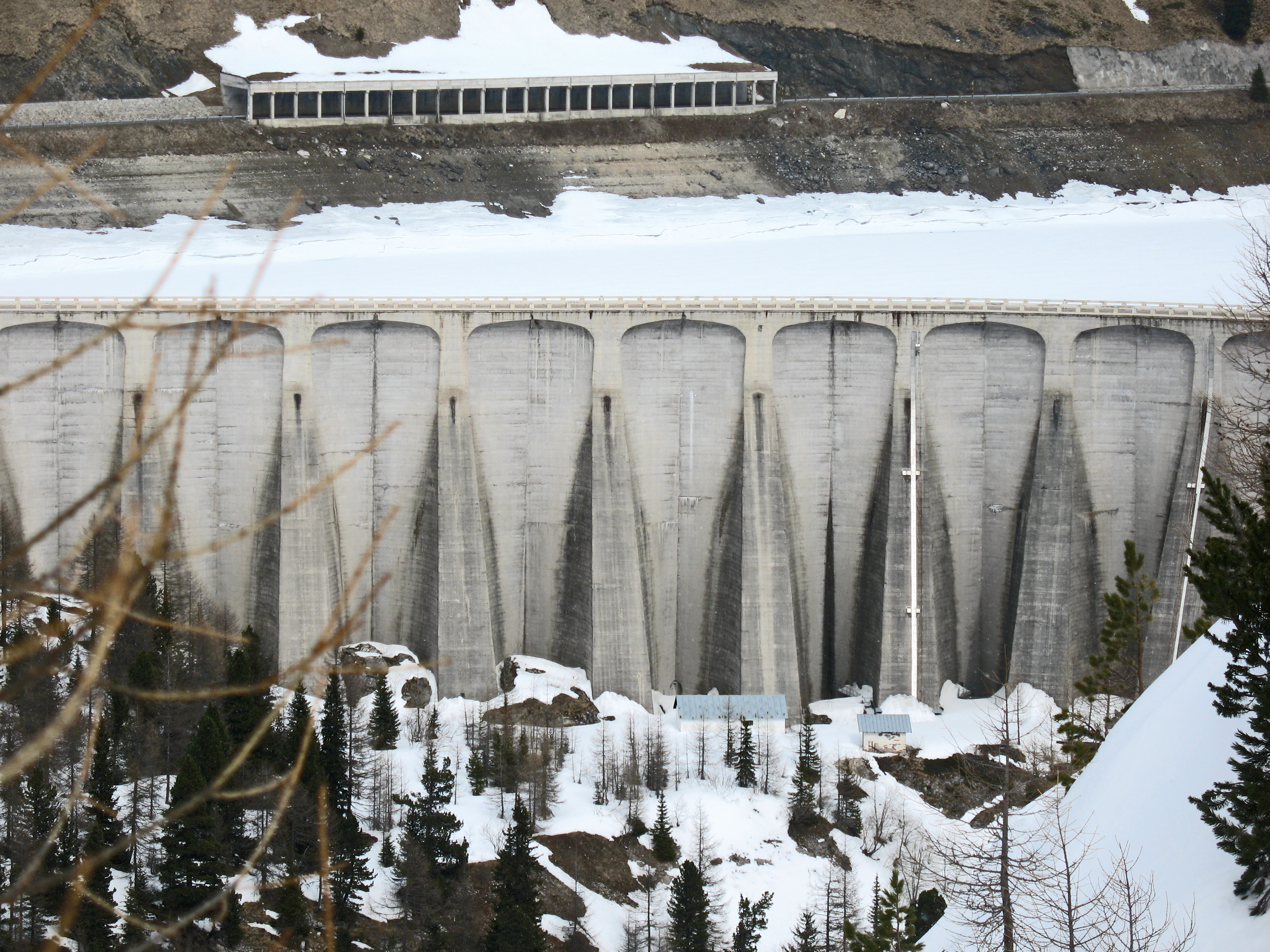
A völgyzárógát
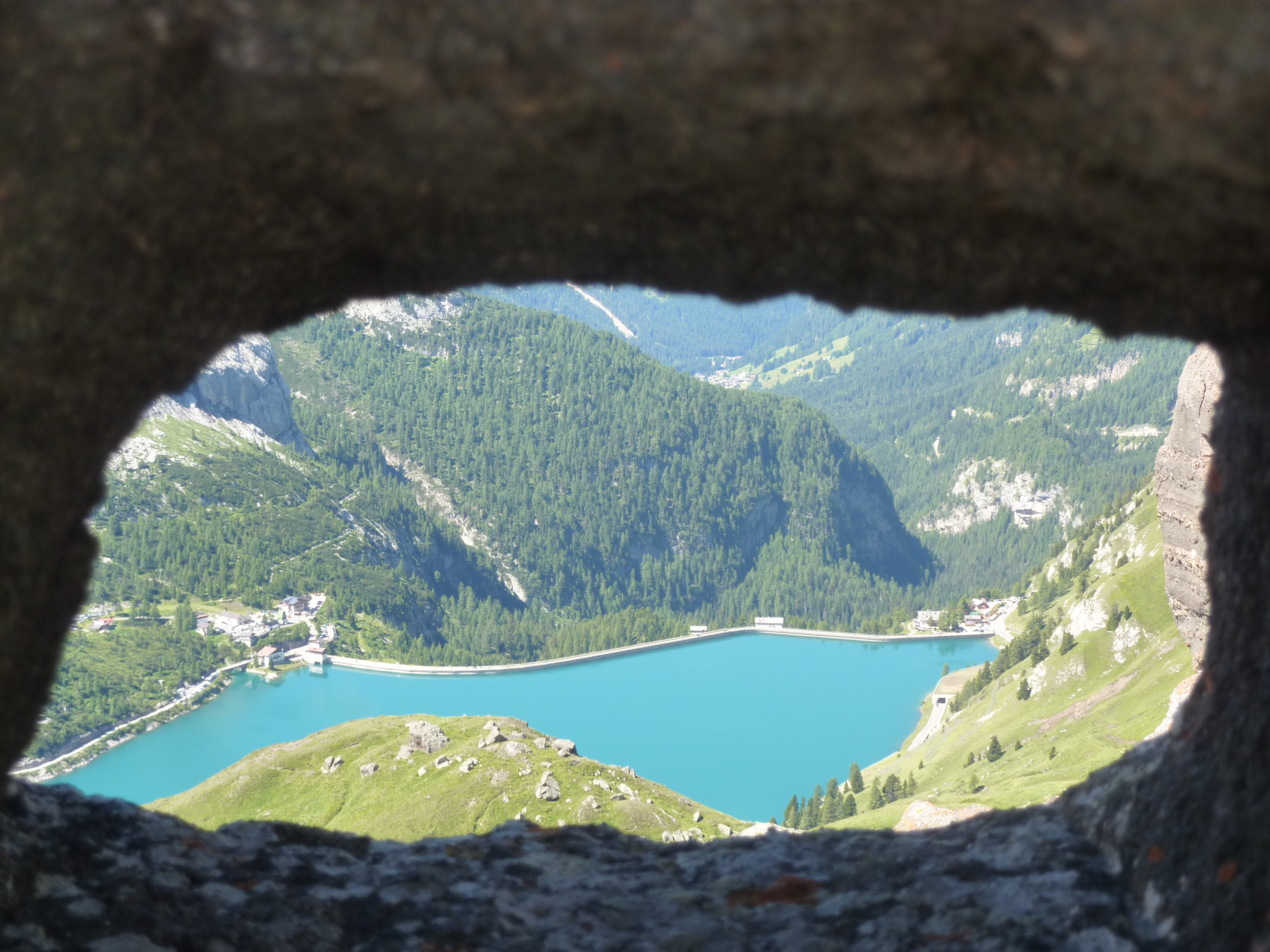
A tó a Padon-gerincről, a „Trincee” mászóút tetejéről.
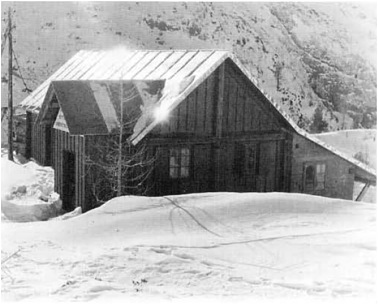
A kozmikus sugárzást mérő laboratórium (1952)
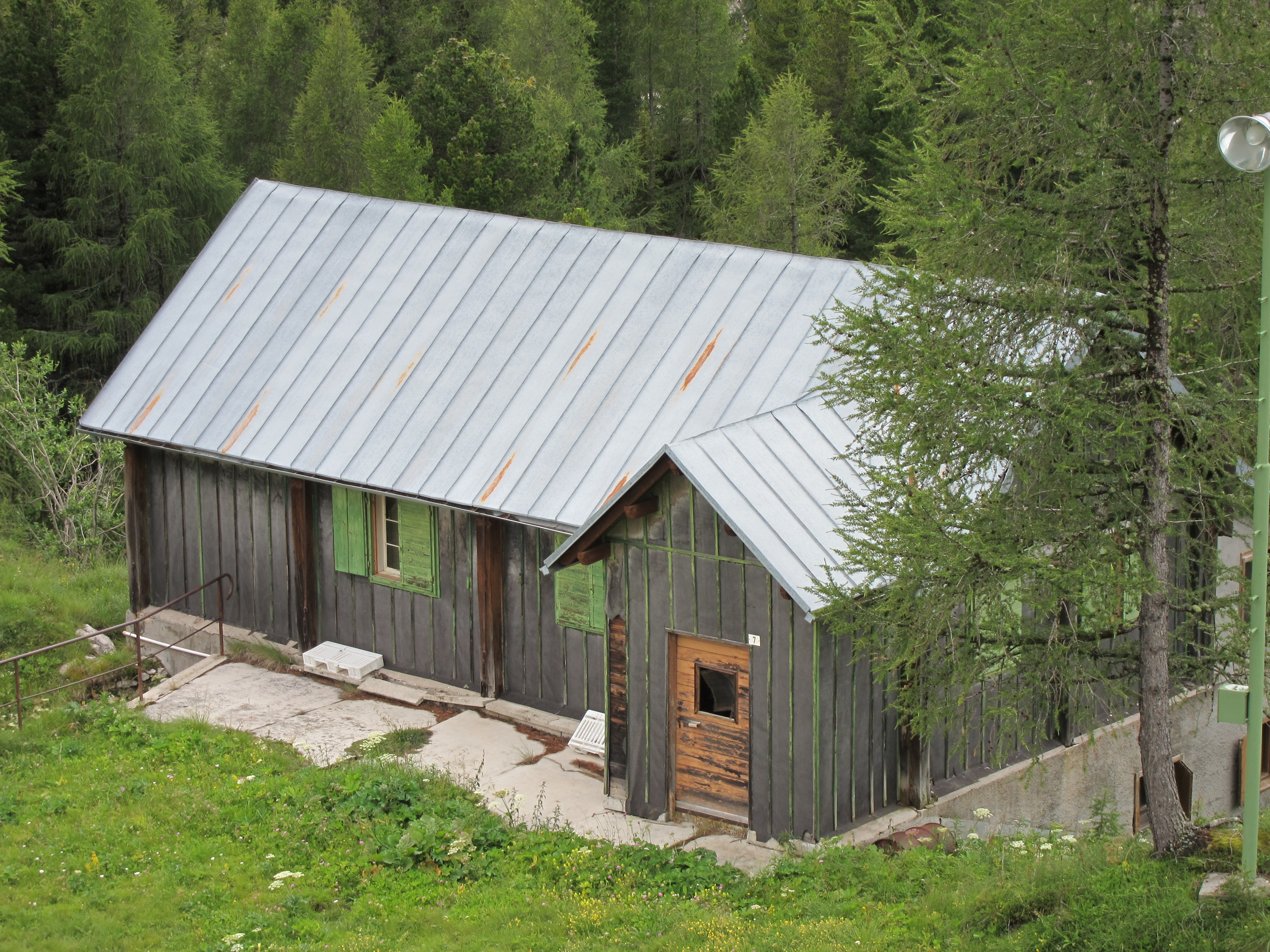
A kozmikus sugárzást mérő laboratórium (2011)